# اسکای‌لند استانبول
اسکای‌لند استانبول (انگلیسی: Skyland İstanbul) ساختمان مسکونی اداری ۶۵ طبقه مستقر در ساری‌یر، استانبول، ترکیه است، که در سال ۲۰۱۹ احداث گردید. این برج با  ۲۸۴ متر ارتفاع، سومین برج اروپا است.